# Baia di Clifden
La baia di Clifden (Clifden Bay in inglese), è una baia dell'Irlanda.

## Descrizione

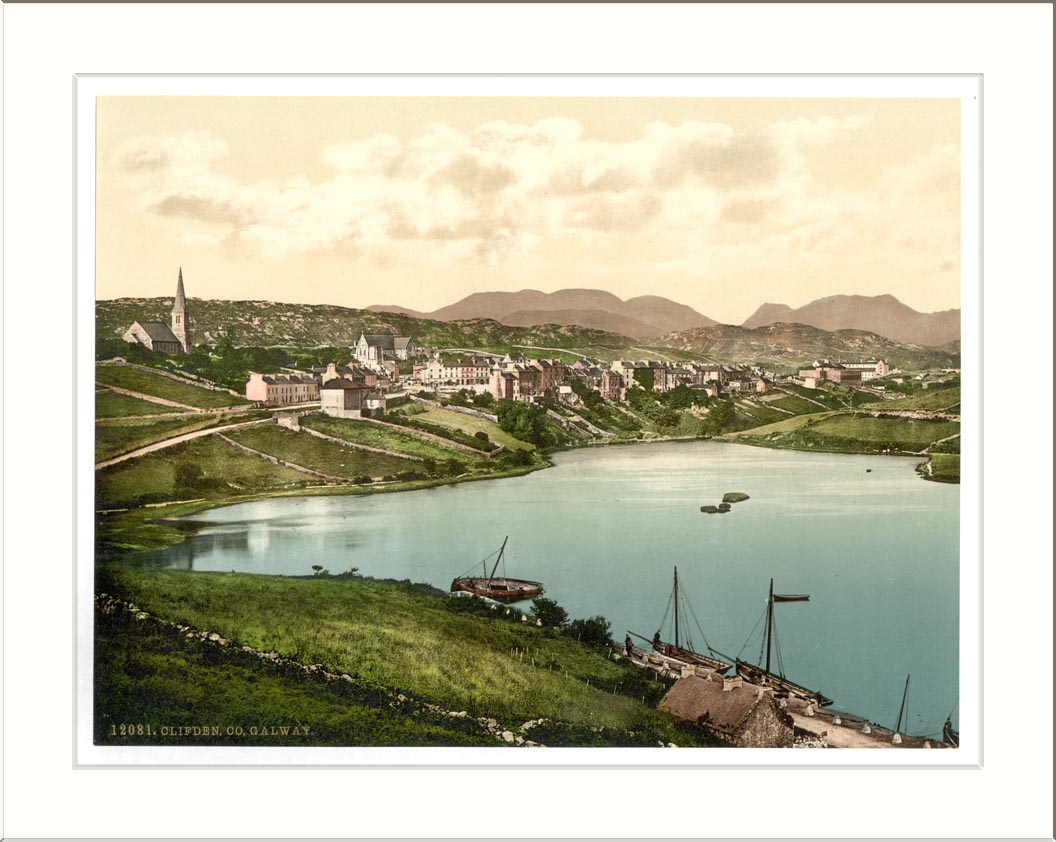
Immagine del villaggio di Clifden

La baia prende il nome dall'omonimo villaggio di Clifden, è uno stretto e tortuoso braccio di mare, probabilmente il più suggestivo e turisticamente rilevante dei molti che popolano questa zona della contea di Galway, in Irlanda. 
Costeggiata per gran parte dalla rinomata Sky Road, offre paesaggi tranquilli, suggestivi e selvaggi. Nella parte terminale all'interno della terraferma, la baia si divide in due tronconi, uno che arriva direttamente alla località turistica di Clifden, l'altro che viene considerato un'altra baia, la baia di Ardbear.